# Congregació per a l'Educació Catòlica
La Congregació per a l'Educació Catòlica és una Congregació de la Cúria Romana que té competència sobre totes les universitats, facultats, instituts i escoles superiors d'estudis eclesiàstics o civils que depenguin de l'Església, així com sobre les institucions i associacions amb finalitats científiques. També regula totes les escoles i instituts d'instrucció i educació de qualsevol orde o grau pre universitari que depenguin de les autoritats eclesiàstiques i treballin per la formació de la joventut laica, excloent els que depenguin de la Congregació per a les Esglésies Orientals o de la Congregació per a l'Evangelització dels Pobles. També és competència d'aquesta congregació el seguiment dels acords o convenis de la Santa Seu amb els estats pel que fa al reconeixement dels estudis i els títols acadèmics.

## Història
En la seva creació, el 1588 amb la Constitució Apostòlica Immensa Sixte V volgué gestionar amb aquest organisme les universitats romanes i altres de destacades com les de Bolonya, París i Salamanca. El 1824 Lleó XII amb la Quod divina sapientia va crear la congregació Studiorum per a les escoles de l'estat pontifici. Des del 1870 també té autoritat sobre les Universitats Catòliques. Benet XV hi inclogué també els seminaris el 1915. El 1967 Pau VI afegí una tercera oficina dedicada a les escoles catòliques. El nom actual de la congregació es deu a la Constitució Apostòlica Pastor Bonus del 1988. Amb la Ministrorum institutio del 2013, Benet XVI li va treure les competències relacionades amb la formació, la vida i el ministeri dels preveres i diaques.